# Liévin
Liévin er en kommune, der ligger i det franske departement Pas-de-Calais i det nordlige Frankrig. Kommunen har et areal på 12,83 km² og et indbyggertal på 33.022 pr. 2006. Den ligger i nærheden af Lens.
Kommunen er præget af, at egnen tidligere var et stort kulminedistrikt. Gravningen af kullet begyndte i 1857, og den sidste mine lukkede i 1974, efter at en ulykke kostede 42 minearbejdere livet.